# Тульговичі
Тульговичі (біл. Тульгавічы) — село в Білорусі, в Хойницькому районі Гомельської області. Входить до складу Судковської сільської ради. Розташоване на території Поліського державного радіаційно-екологічного заповідника.
Станом на 2004 рік в селі проживало 9 мешканців.